# Elias-Fano-Kodierung
Die Elias-Fano-Kodierung (nicht zu verwechseln mit der Shannon-Fano-Elias-Kodierung) ist eine Kodierung, die eine sortierte Zahlenfolge so komprimiert, dass möglichst viele Operationen, die von sortierten Listen unterstützt werden, ähnlich effizient unterstützt werden.
Die Methode entwickelten in den 1970er Jahren Peter Elias und Robert Fano unabhängig voneinander. Ihre Nützlichkeit wurde im 21. Jahrhundert wiederentdeckt. Sie dient meistens als eine Indexstruktur von beispielsweise invertierten Dateien.
Im Allgemeinen ist der Einsatz einer Elias-Fano-Kodierung überlegenswert, falls der Platzbedarf wichtig ist und ein Problem eine große Menge an sortierten Daten besitzt.

## Grundlagen
Die Elias-Fano-Kodierung unterstützt auf der Kodierung einer {\displaystyle n}-elementigen sortierten Liste {\displaystyle [x_{1},x_{2},x_{3},...,x_{n}]} aus dem Universum {\displaystyle U:=[0,u)} mit {\displaystyle x_{n}<u=2^{w}} im Wesentlichen vier verschiedene Operationen.
- Eine Dekomprimierung, die die ursprüngliche sortierte Liste erzeugt.
- Zugriff auf das {\displaystyle i}-te Element {\displaystyle {\textsf {access}}(i):=x_{i}}.

- Die Anzahl an Elementen, die kleiner als {\displaystyle k} sind. Dies ist analog zu der Binären Suche auf einer sortierten Liste {\displaystyle {\textsf {lowerbound}}(k):=|\{i\in [1,n]\,|\,x_{i}<k\}|}.
  - Analog hierzu ist es üblich, eine predecessor und successor Anfrage bereitzustellen, die für ein {\displaystyle k} das größte {\displaystyle x_{i}\leq k} bzw. das kleinste {\displaystyle x_{i}\geq k} ausgibt, {\displaystyle {\textsf {pred}}(k):=\max _{i\leq n}\{x_{i}\leq k\}} und {\displaystyle {\textsf {succ}}(k):=\min _{i\leq n}\{x_{i}\geq k\}}.

- Die Transformation in das Komplement der sortierten Liste (d. h. für jedes mögliche {\displaystyle k} die Anzahl an Elementen, die kleiner als {\displaystyle k} sind) {\displaystyle {\textsf {comp}}:=[{\textsf {lowerbound}}(0),{\textsf {lowerbound}}(1),...,{\textsf {lowerbound}}(u)]}.

Die Elias-Fano-Kodierung benötigt {\displaystyle n*\left\lceil {\frac {u}{n}}\right\rceil +\Theta (n)} Bits Speicherplatz . Falls man dies mit der Delta-Kodierung vergleicht, benötigt diese erwartet {\displaystyle n*\left\lceil {\frac {u}{n}}\right\rceil }bits, ohne dass diese fortgeschrittenen Operationen unterstützt. D. h. man kann in nur {\displaystyle \Theta (n)} Speichermehrbedarf sinnvolle zusätzliche Operationen hinzufügen.
Um eine Elias-Fano-Kodierung zu implementieren, benötigt man ein Bitvektor, welcher {\displaystyle {\textsf {rank}}_{i}(x)} und {\displaystyle {\textsf {select}}_{i}(x)} Anfragen in konstanter Laufzeit unterstützt und einen höchstens konstanten Platzmehrbedarf pro Bit aufweist. Die {\displaystyle {\textsf {rank}}_{1}(x)} Anfrage gibt die Anzahl an gesetzten Bits vor dem Index {\displaystyle x} zurück und {\displaystyle {\textsf {rank}}_{0}(x):=x-{\textsf {rank}}_{1}(x)} gibt die Anzahl an nicht gesetzten Bits zurück. Die {\displaystyle {\textsf {select}}_{1}(x)} Anfrage gibt den Index des {\displaystyle x}-ten gesetzten Bits zurück, wobei {\displaystyle {\textsf {select}}_{1}(0)=0} ist. 
Außerdem benötigt man noch einen Vektor, indem jede Zelle exakt {\displaystyle w} Bits breit ist, wobei {\displaystyle w} zur Laufzeit bestimmt werden kann.

## Algorithmus

Veranschaulichung der Elias-Fano-Kodierung der sortierten Liste [21,24,25,29,31]. Dies zeigt die Generierung des Bitvektors mithilfe der dunkelgrünen Pfeile und die Generierung des Vektors mit dunkellila Pfeilen.

Zunächst ist eine {\displaystyle n}-elementige sortierte Liste {\displaystyle [x_{1},x_{2},x_{3},...,x_{n}]} an Zahlen aus dem Universum {\displaystyle U:=[0,u)} mit {\displaystyle x_{n}<u=2^{w}}gegeben.
Hierdurch kann ein Bitvektor der Länge {\displaystyle n+2^{\lceil \log _{2}(n)\rceil }\in \Theta (n)} und ein Vektor der Länge {\displaystyle n}, dessen Zellen {\displaystyle \left\lceil \log _{2}\left({\frac {u}{n}}\right)\right\rceil =\lceil \log _{2}(u)-\log _{2}(n)\rceil } bits breit sind, erzeugt werden.
Jedes {\displaystyle x_{i}} wird in die vorderen {\displaystyle \lceil \log _{2}(n)\rceil } und in die hinteren {\displaystyle \lceil \log _{2}(u)-\log _{2}(n)\rceil } Bits aufgeteilt. Hierbei entsprechen die vorderen Bits der Zahl {\displaystyle u_{i}}und die hinteren Bits der Zahl {\displaystyle l_{i}}.
Nun wird die {\displaystyle u_{i}}-te Null des Bitvektors auf Eins gesetzt, bzw. der {\displaystyle (u_{i}+i)}-te Index auf Eins gesetzt und {\displaystyle l_{i}}in dem Vektor an Index {\displaystyle i} gespeichert.
Der Bitvektor wird nicht überlaufen, da {\displaystyle u_{n}+n\leq 2^{\lceil \log _{2}(n)\rceil }+n}.

## Implementation

### Generierung eines Elias-Fano-Kodierung
Diese Elias-Fano-Kodierung generiert eine Bitmaske, um die unteren Bits zu extrahieren, die oberen Bits werden extrahiert, indem die unteren Bits „rausgeschoben“ werden.
```
using
 
Bitvec
 
=
 
/*die Klasse für einen Bitvektor mit rank und select anfragen*/

using
 
FixedArr
 
=
 
/*das Array mit zur Laufzeit bestimmbaren Zell-längen*/

struct
 
EliasFano
{

  
const
 
Bitvec
 
bv
;

  
const
 
FixedArr
 
arr
;

  
const
 
size_t
 
mask
,
shift
;

};

template
<
std
::
unsigned_integral
 
T
>

EliasFano
 
generateEliasFano
(
const
 
std
::
vector
<
T
>
 
&
input
){

    
assert
(
std
::
is_sorted
(
input
.
begin
(),
input
.
end
()));

    
const
 
int
 
log_n
 
=
 
std
::
ceil
(
std
::
log2
(
input
.
size
()));

    
const
 
int
 
log_universe
 
=
 
std
::
ceil
(
std
::
log2
(
input
.
back
()));

    
Bitvec
 
bv
{
input
.
size
()
+
std
::
pow
(
2
,
log_n
)};

    
FixedArr
 
arr
{
input
.
size
(),
log_universe
-
log_n
};

    
const
 
int
 
mask
 
=
 
(
static_cast
<
T
>
(
1
)
<<
(
log_universe
-
log_n
))
-1
;

    
const
 
int
 
upper_shift
=
 
log_universe
-
log_n
;

    
for
(
size_t
 
i
=
0
;
i
<
input
.
size
();
++
i
){

        
const
 
T
 
lower
 
=
 
input
[
i
]
&
mask
,
 
upper
 
=
 
input
[
i
]
>>
upper_shift
;

        
arr
[
i
]
=
lower
;

        
bv
[
i
+
upper
]
=
true
;

    
}

    
return
 
EliasFano
{
std
::
move
(
bv
),
std
::
move
(
arr
),
mask
,
upper_shift
};

}

```

### Anfragen
Hier sind eine Access- und eine Predecessor-Anfrage beschrieben. Die Predecessor-Anfrage sucht sich zunächst mithilfe des Bitvektors den Index {\displaystyle {\hat {i}}}, der höchstens {\displaystyle \left\lceil \log _{2}\left({\frac {u}{n}}\right)\right\rceil } größer als der Zielindex {\displaystyle i} ist. Deshalb ist es hinreichend, auf die Indizes im Intervall {\displaystyle [{\hat {i}}-\left\lceil \log _{2}\left({\frac {u}{n}}\right)\right\rceil ,{\hat {i}}]} in der Kodierung zuzugreifen und davon den größtmöglichen (der kleiner als der gesuchte Wert ist) auszugeben. Die Successor-, Predecessor- und Lowerbound-Anfragen werden sehr ähnlich implementiert.
Man sieht, dass die Access-Anfrage eine Laufzeit von {\displaystyle O(1)} und die Predecessor-Anfrage eine Laufzeit von {\displaystyle O\left(\left\lceil \log _{2}\left({\frac {u}{n}}\right)\right\rceil \right)} aufweist.
```
size_t
 
access
(
size_t
 
index
,
 
const
 
EliasFano
 
&
 
ef
){

    
return
 
((
ef
.
bv
.
select_1
(
index
)
-
index
)
<<
ef
.
shift
)
|
ef
.
arr
[
index
];

}

size_t
 
pred
(
size_t
 
index
,
 
const
 
EliasFano
 
&
 
ef
){

    
size_t
 
upper
 
=
 
index
 
>>
 
ef
.
shift
,
 
lower
=
index
&
ef
.
mask
;

    
size_t
 
upper_idx
=
ef
.
bv
.
select_0
(
upper
+
1
)
-
upper
+
1
;

    
for
(
int
 
i
=
1
<<
bf
.
shift
-1
;
i
>=
0
;
--
i
,
--
upper_idx
){
//läuft exakt log(u/n) mal durch

        
const
 
size_t
 
out
 
=
 
access
(
upper_idx
);

        
if
(
out
<=
index
)
return
 
out
;

        
if
(
upper_idx
==
0
)
return
 
-1
;
//ausserhalb der Grenze

    
}

    
assert
(
false
);

}

```

## Varianten

### Partitionierte Elias-Fano-Kodierung
Häufig tritt der Fall ein, dass in der sortierten Liste Intervalle mit einer hohen oder niedrigen Elementdichte existieren. Deshalb ist es sinnvoll, diese Liste in mehrere Teillisten zu partitionieren, die unabhängig voneinander Elias-Fano-kodiert werden.